# Pixus
Pixus is een geslacht van vlinders uit de familie van de prachtvlinders (Riodinidae), onderfamilie Riodininae.
Pixus werd in 1982 voor het eerst wetenschappelijk beschreven door Callaghan.

## Soort
Pixus omvat de volgende soort:
- Pixus corculum (Stichel, 1929)